# Sensoriska minnet
Sensoriska minnet hör till minnet och är en del av varseblivningsprocessen. Sensoriska minnet tar emot information utan urval, och lagrar information i bara några sekunder. Främst lagras information i form av ljud och bilder och fungerar omedvetet och automatiskt.
Det sensoriska minnet sänder en del av informationen vidare till korttidsminnet för fortsatt bearbetning.